# Motore Barsanti-Matteucci

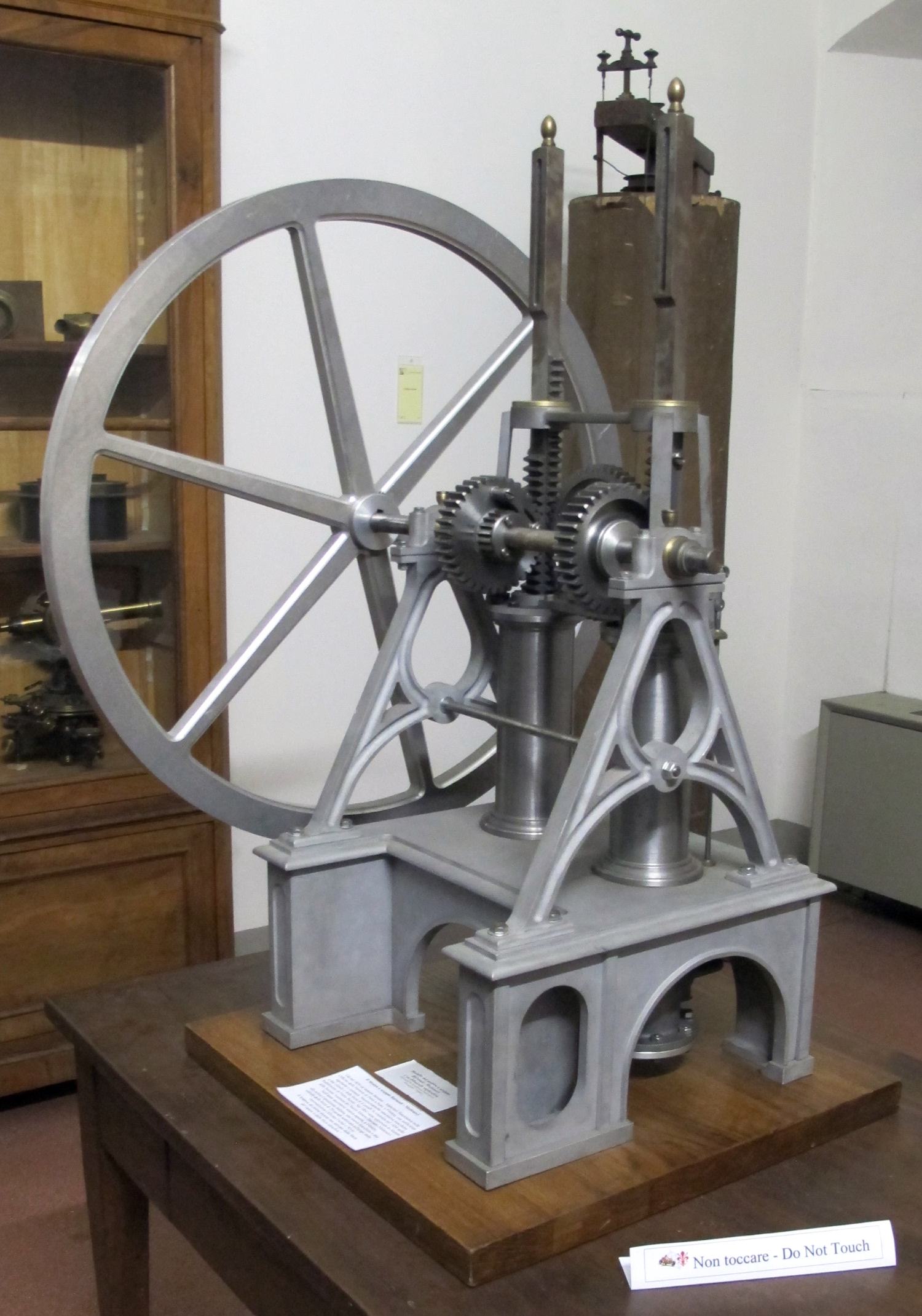
Modello del motore Barsanti-Matteucci esposto all'Osservatorio Ximeniano di Firenze

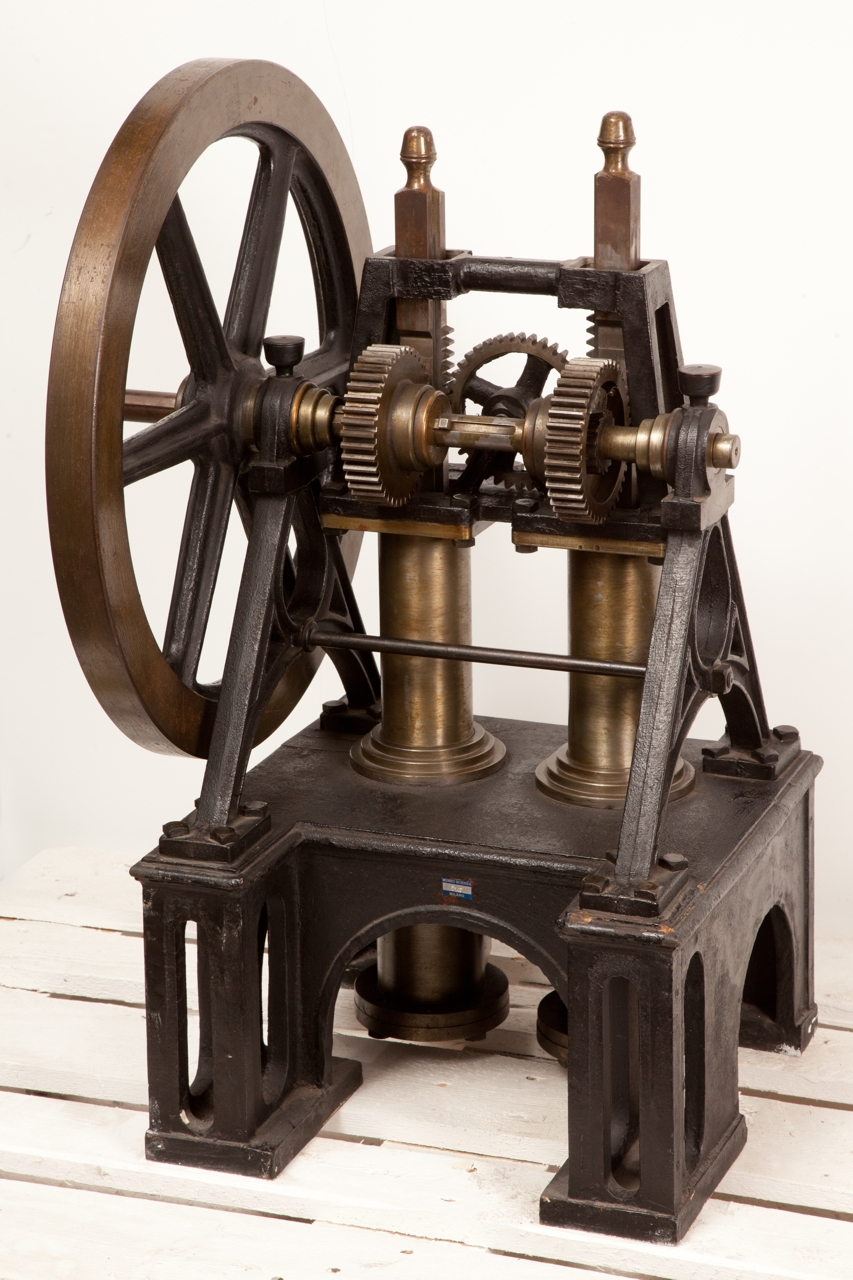
Replica esposta al Museo Nazionale Scienza e Tecnologia Leonardo da Vinci di Milano

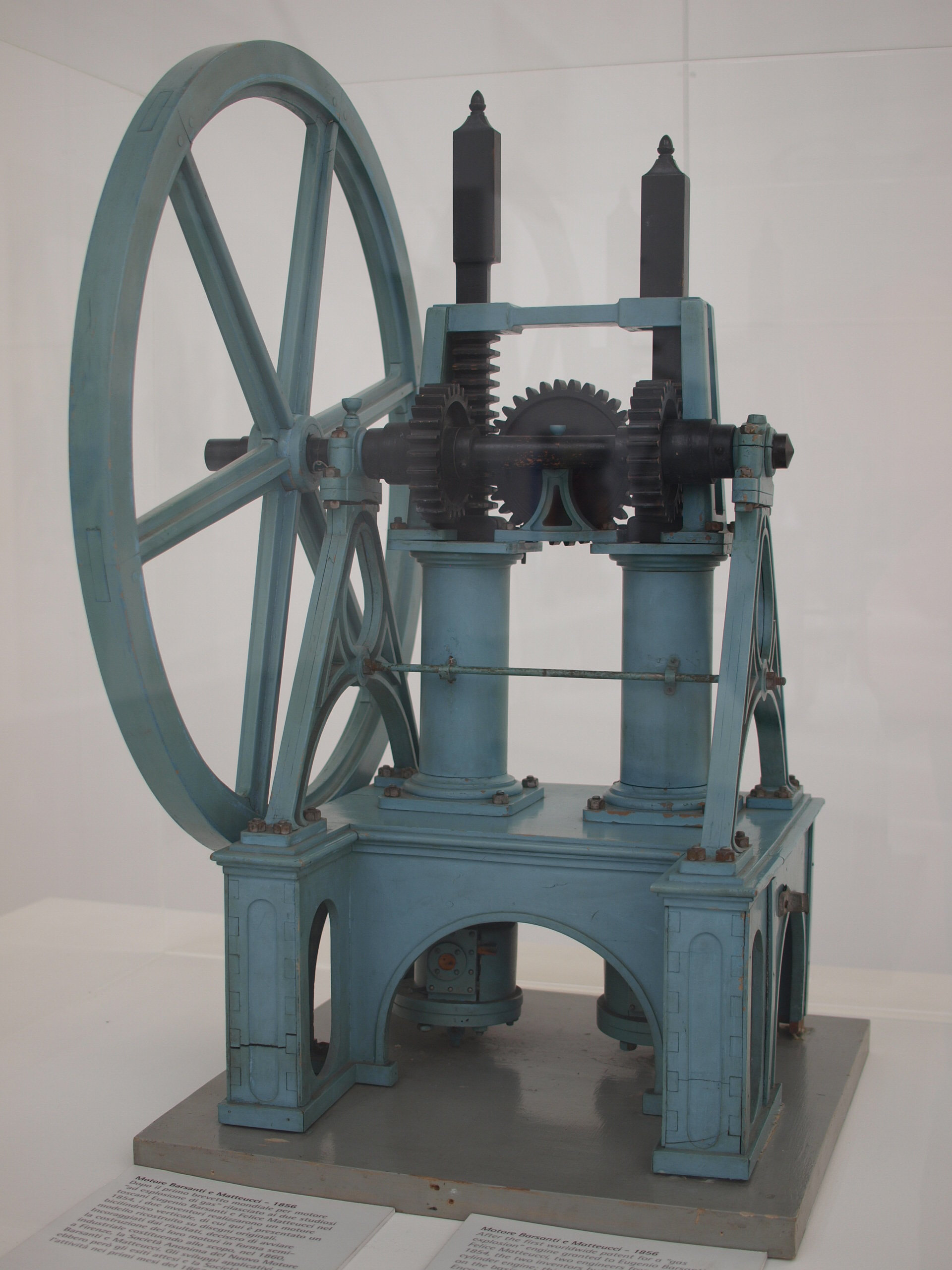
Replica del motore Barsanti-Matteucci esposta al Museo Nazionale dell'Automobile di Torino

Il motore Barsanti-Matteucci fu la prima invenzione di un motore a combustione interna  che utilizzava il principio del pistone libero in un motore atmosferico a due tempi.

## Origine
Padre Eugenio Barsanti, ispirandosi agli studi di Alessandro Volta, riuscì a costruire artigianalmente e poi mostrò ai suoi alunni delle Scuole Pie Volterra la pistola di Volta, un congegno con cui riuciva ad ottenere una eplosione di una miscela gassosa contenente metano o idrogeno ed aria, innescata da due elettrodi. Questa esperienza lo condusse a capire che il miscuglio esplosivo poteva diventare una forza motrice. Sprovvisto però di competenze di tecniche meccaniche, alla fine del 1851 o all'inizio del 1852 iniziò a collaborare con Felice Matteucci, ingegnere ed esperto di meccanica e idraulica, in un progetto per sfruttare l'esplosione e l'espansione di una miscela gassosa di idrogeno e aria atmosferica per trasformare parte dell'energia di tali esplosioni in energia meccanica.
D'altra parte anche un ingegnere milanese, Luigi de Cristoforis, descrisse in un articolo pubblicato negli atti del Regio Istituto Lombardo di Scienza, Lettere ed Arti, una macchina pneumatica (in seguito costruita e dimostrata funzionare) alimentata a nafta e una miscela d'aria, che costituiva il primo motore a combustibile liquido.

## Prototipi
Durante i dodici anni di collaborazione tra Barsanti e Matteucci furono realizzati diversi prototipi di motori a combustione interna. Il primo modello fu costruito nel 1853 presso la ditta Pietro Benini di Firenze, ma non ebbe alcuna applicazione pratica. Si trattava del primo vero motore a combustione interna, costituito nella sua realizzazione più semplice da un cilindro verticale in cui un'esplosione di una miscela di aria e idrogeno o di un gas illuminante proiettava verso l'alto un pistone creando così il vuoto nello spazio sottostante. Quando il pistone tornava nella sua posizione originale, per azione della pressione atmosferica, faceva girare un'asta dentata collegata a una ruota dentata e trasmetteva il movimento all'albero di trasmissione.
Possono essere ammirati alcuni modelli del motore a scoppio in grande scala, oltre a riproduzioni di documenti originali, presso il Museo del motore a scoppio Barsanti e Matteucci, ubicato in via Sant’Andrea n.58, a Lucca, ad ingresso gratuito.

## Brevetti[5]
Numerosi furono i brevetti ottenuti dai due inventori : il brevetto inglese del 1854, quello piemontese del 1857, il brevetto piemontese del 1861 di Barsanti, Matteucci e Babacci che fu poi utilizzato come base per costruire il motore della ditta Escher Wyss di Zurigo ed esposto durante la prima Esposizione Nazionale di Firenze del 1861, e il brevetto inglese del 1861.